# Lukas Spalvis
Lukas Spalvis (Vilnius, 27 de julho de 1994) é um futebolista profissional lituano que atualmente joga como atacante do Kaiserslautern e da Seleção Lituana de Futebol.

## Carreira

### Formação
Spalvis começou sua carreira em times de base da Alemanha e Dinamarca, sendo o primeiro o SV Weil, participando da equipa sub-17 de 2010. Seu próximo time foi o SC Freiburg, sendo contratado em 2011 até o dia 1 de junho de 2012 pela equipa dinamarquesa AaB Fodbold para participar da seleção sub-19.

### AaB Fodbold
No dia 1 de julho de 2013, foi promovido a equipa principal do AaB Fodbold e jogou pelo clube até 2016.

### Sporting CP
A 8 de fevereiro de 2016, o Aalborg anunciou no seu site oficial a transferência de Spalvis para o Sporting Clube de Portugal. A 2 de julho, Spalvis assinou um contrato válido até 2018, com opção até 2021, ficando a cláusula de rescisão fixada nos 60 milhões de euros.
Em julho, no estágio de pré-época do Sporting em Nyon, na Suiça, Spalvis sofreu uma grave lesão no joelho direito, sofrendo uma rotura do ligamento cruzado anterior e do menisco interno, tendo ficado sem competir durante 6 meses. Em 2017, depois de terem sido cancelados os empréstimos ao Belenenses e ao Rosenborg, Spalvis terminou a época sem qualquer jogo realizado.

## Seleção Lituana
Começou a jogar pela Seleção Lituana de Futebol em 2014 e participou de 12 jogos e marcou 2 golos.

## Prêmios
- Futebolista Lituano do Ano: 2015